# Crescuți de lupi
Crescuți de lupi (în engleză Raised by Wolves) este un serial de televiziune american științifico-fantastic postapocaliptic creat de Aaron Guzikowski și care a avut premiera pe HBO Max pe 3 septembrie 2020 (pe 4 septembrie 2020 în România). Primele două episoade au fost regizate de Ridley Scott, care este și producător executiv al serialului. În septembrie 2020, seria a fost reînnoită cu un al doilea sezon care va fi filmat tot în Africa de Sud, la fel ca și primul sezon.
Primul sezon al seriei a avut în general recenzii pozitive.

## Prezentare
Crescuți de lupi prezintă „doi androizi - Tata și Mama - însărcinați cu creșterea copiilor umani pe Kepler-22b după ce Pământul a fost distrus de un mare război. Pe măsură ce colonia în creștere a oamenilor amenință să fie sfâșiată de diferențele religioase, androizii învață că stăpânirea credințelor oamenilor este o sarcină perfidă și dificilă.”

## Distribuție
- Amanda Collin - Mama / Lamia, un android puternic de război cunoscut sub numele de Necromant, reprogramat pentru a crește copii umani pe planeta virgină Kepler-22b pentru a înființa o colonie atee.
- Abubakar Salim - Tata, un android de serviciu reprogramat pentru a proteja și susține copiii coloniei.
- Winta McGrath - Campion, cel mai mic dintre cei șase copii născuți din embrionii aduși pe Kepler-22b de Mamă și Tată și singurul supraviețuitor al grupului.
- Travis Fimmel - Marcus / Caleb, un soldat ateu și partenerul Mariei.  Jack Hawkins îl interpretează pe Caleb cu adevăratul său chip.
- Niamh Algar - Sue / Mary, un soldat / medic ateist și partenerul lui Caleb. Pe Pământ, ea și Caleb au ucis un cuplu  Mithraic, Sue și Marcus. Mary și Caleb și-au modificat fața pentru a semăna cuplului pentru a ajunge pe Arcă. Sienna Guillory o joacă pe Mary cu adevărata ei față.
- Jordan Loughran - Tempest, o supraviețuitoare a misiunii Mithraice cu motive pentru a-i urî deoarece a fost violată.
- Felix Jamieson - Paul, fiul biologic al lui Marcus și Sue, crescut de Caleb și Mary ca propriul lor copil.
- Ethan Hazzard - Hunter, unul dintre tinerii adulți supraviețuitori ai Arcei.
- Aasiya Shah - Holly, unul dintre copiii supraviețuitori ai Arcei.
- Ivy Wong - Vita, unul dintre copiii supraviețuitori ai Arcei.
- Matias Varela - Lucius, un soldat mithraic loial și supraviețuitor al prăbușirii Arcei de către Mama.

## Episoade

### Sezonul I
| Nr. | Titlu              | Regizat de           | Scris de         | Data lansării      |
| --- | ------------------ | -------------------- | ---------------- | ------------------ |
| 1 | „Raised by Wolves” | Ridley Scott         | Aaron Guzikowski | 3 septembrie 2020  |
| În secolul 22, doi androizi, Mama și Tata, scapă de pe un Pământ devastat de războiul dintre ateii militanți și un ordin religios cunoscut sub numele de Mithraic pentru a coloniza planeta Kepler-22b, aducând cu ei 12 embrioni umani cu care să înceapă o nouă civilizație. Doisprezece ani mai târziu, un singur copil, Campion, a supraviețuit. Pe măsură ce perspectivele pentru viitorul coloniei par să fie sumbre, cei trei sunt șocați să descopere că nu sunt singurii refugiați de pe Pământ în această parte a universului. |                    |                      |                  |                    |
| 2 | „Pentagram”        | Ridley Scott         | Aaron Guzikowski | 3 septembrie 2020  |
| 3 | „Virtual Faith”    | Luke Scott           | Aaron Guzikowski | 3 septembrie 2020  |
| 4 | „Nature's Course”  | Luke Scott           | Aaron Guzikowski | 10 septembrie 2020 |
| 5 | „Infected Memory”  | Sergio Mimica-Gezzan | Heather Bellson  | 10 septembrie 2020 |
| 6 | „Lost Paradise”    | Sergio Mimica-Gezzan | Don Joh          | 17 septembrie 2020 |
| 7 | „Faces”            | Alex Gabassi         | Karen Campbell   | 17 septembrie 2020 |
| 8 | „Mass”             | Alex Gabassi         | Sinead Daly      | 24 septembrie 2020 |
| 9 | „Umbilical”        | James Hawes          | Aaron Guzikowski | 24 septembrie 2020 |
| 10 | „The Beginning”    | Luke Scott           | Aaron Guzikowski | 1 octombrie 2020   |